# Anton Aškerc

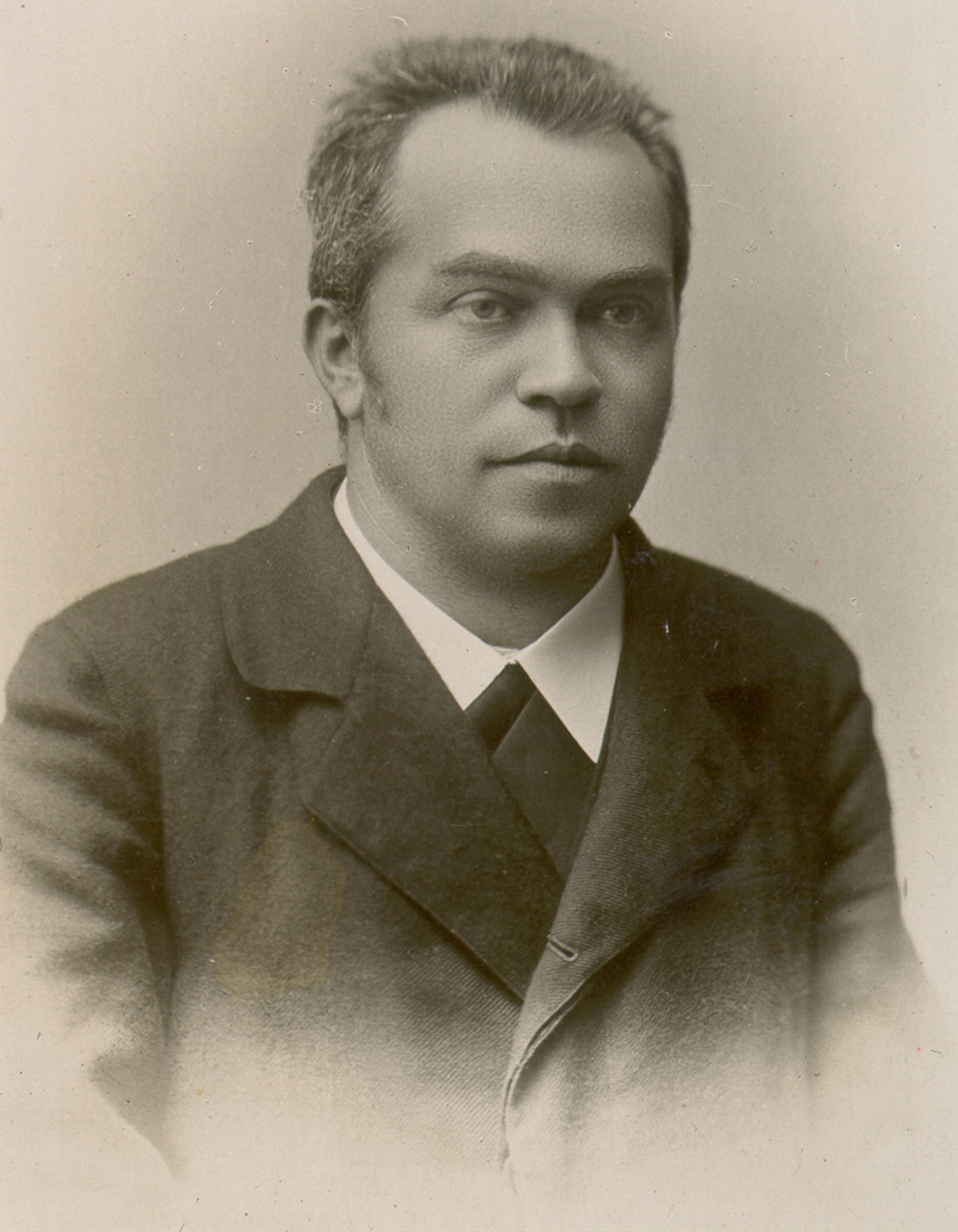
Anton Aškerc

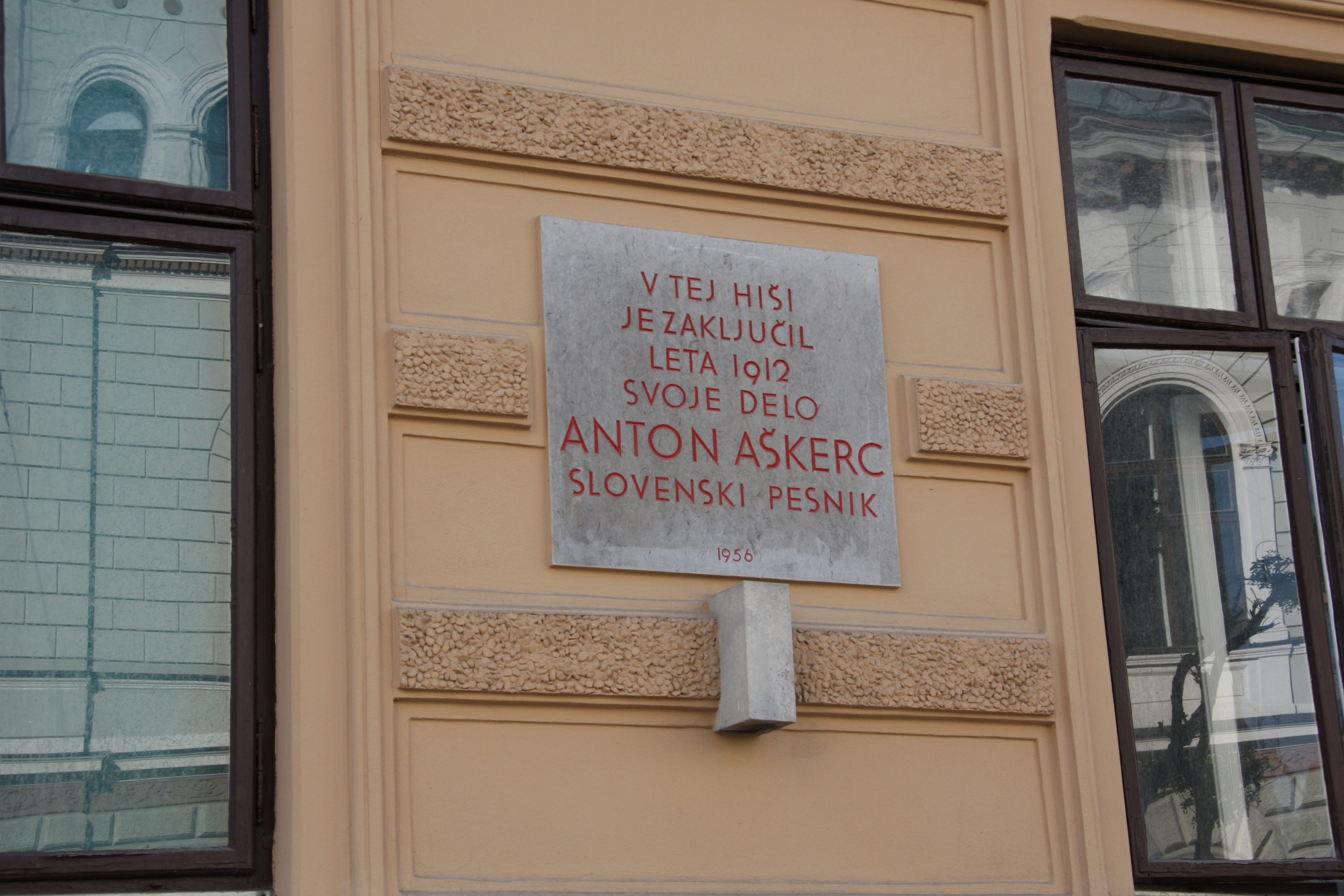
Gedenktafel an Anton Aškerc in Ljubljana.

Anton Aškerc (* 9. Januar 1856 in Rimske Toplice; † 10. Juni 1912 in Ljubljana) war ein slowenischer Dichter und katholischer Priester.

## Leben und Wirken
Aškerc wurde in der Nähe des Ortes Rimske Toplice in der slowenischen Steiermark, das damals Teil des österreichischen Kaiserreiches war, geboren, wobei sein genauer Geburtsort nicht bekannt ist, da die Familie damals im Umzug begriffen war.
Nach seiner Schulzeit in Celje besuchte er das katholische Seminar in Maribor und wurde im Jahre 1880 Priester. Im selben Jahr veröffentlichte er sein erstes Gedicht mit dem Titel Trije popotniki („Die drei Reisenden“) im Literaturmagazin Ljubljanski zvon. Seit 1881 veröffentlichte er unter dem Pseudonym Gorázd seine erste Gedichtsammlung Balade in romance („Balladen und Romanzen“) jedoch 1890 wiederum unter seinem wirklichen Namen. Sie wurde von den Lesern und Kritikern wohlwollend aufgenommen, von politischen Aktivisten wie etwa dem Bischof Anton Mahnič, dem Aškercs nationale, freidenkerische und progressive soziale Ideale missfielen, kritisiert. Schon früh schied er aus dem Priesteramt aus und arbeitete bis zu seinem Tod im Stadtarchiv von Ljubljana.
Am 7. Juni 1912 erlitt Aškerc einen Schlaganfall und wurde ins Landesspital Laibach eingeliefert, wo er in den frühen Morgenstunden des 10. Juni 1912 verstarb. Als Ehrenmitglied des Unterstützungsvereins für slovenische Schriftsteller wurde der Verstorbene am 12. Juni 1912 in der Gruft des Vereins (Friedhof zu St. Christoph, Laibach) zur letzten Ruhe bestattet.
Die  Aškerčeva cesta in Ljubljana, die Aškerčeva ulica (Maribor) und viele Plätze in Slowenien sind nach Anton Aškerc benannt.

## Werke (Auswahl)
- —, Richard Batka: Die letzte Wacht. Dramatische Szene. Nach der gleichnamigen Ballade von Anton Aškerc, von Richard Batka. Dürerbund für Österreich, Prag 1905. – Volltext online.
- Kapitulacija ljubljanske trdnjave pred Francozi l. 1809. (französisch, deutsch, slowenisch). S. n., Ljubljana 1911. – Volltext online.